# Terri Farley
Pour les articles homonymes, voir Farley.
Terri Farley, née le 10 mai 1950 à Los Angeles, est une romancière américaine, auteur de près d'une trentaine de romans de littérature d'enfance et de jeunesse. 

## Biographie
Elle détient un baccalauréat d'anglais à l'université d'État de San José et de journalisme à l'université du Nevada à Reno. 
Passionnée de chevaux, elle quitte Los Angeles, où elle enseigne un temps, pour le Nevada. Elle a travaillé successivement comme serveuse, journaliste et enseignante avant de se lancer dans l'écriture à temps plein. Elle dirige désormais un ranch et écrit des romans et des articles sur les habitants et les animaux de l'Ouest américain, plus particulièrement sur les chevaux sauvages.
En littérature d'enfance et de jeunesse, elle est surtout connue pour la publication dans les années 2000 des romans du Cheval fantôme (The Phantom Stallion).

## Romans

### SérieThe Phantom Stallion(Le Cheval fantôme)
1. 2002 : The Wild One, traduit sous le titre L'Étalon sauvage (2004)
2. 2002 : Mustang Moon, traduit sous le titre  Un mustang dans la nuit (2004)
3. Dark Sunshine, traduit sous le titre  Une jument dans les flammes
4. The Renegade, traduit sous le titre  Le Cheval rebelle
5. Free Again, traduit sous le titre  Un poulain dans la tourmente
6. The Challenger, traduit sous le titre  Le Troupeau menacé
7. Desert Dancer, traduit sous le titre  La Jument disparue
8. Golden Ghost, traduit sous le titre  La Jument mystérieuse
9. Gift Horse
10. Red Feather Filly
11. Untamed
12. Rain Dance
13. Heartbreak Bronco
14. Moonrise
15. Kidnapped Colt
16. The Wildest Heart
17. Mountain Mare
18. Firefly
19. Secret Star
20. Blue Wings
21. Dawn Runner
22. Wild Honey
23. Gypsy Gold
24. Run Away Home

### SériePhantom Stallion: Wild Horse Island
Terri Farley a récemment annoncé qu'elle avait signé un contrat portant sur seize romans, et a donné plusieurs titres pour des livres à venir :
1. The Horse Charmer (22 mai 2007)
2. The Shining Stallion (21 août 2007)
3. Rain Forest Rose (novembre 2007)
4. Castaway Colt (janvier 2008)
5. Fire Maiden (mars 2008)
6. Sea Shadow (mai 2008)
7. Mist Walker (juillet 2008)
8. Water Lilly (septembre 2008)
9. Snowfire (20 octobre 2008)
10. Faraway Filly (23 décembre 2008)
11. Galloping Gold (mars 2009) dernier livre de la série

### SérieMagical Love
1. Sea Spell
2. Blue Rain

### SérieHaunting Hearts
1. Shadows in the Flame
2. Snow in Summer

### Autres
- Seven Tears into the Sea
- Tumbleweed Heart
- Star of Wonder également par Jo Beverley, Alice Alfonsi, et Kate Freiman